# MP-446 Viking
MP-446 Viking là loại súng ngắn bán tự động được sản xuất tại Izhevsky Mekhanchesky Zavod (Ижевский Mеханический Завод) phát triển từ súng ngắn Yarygin. Sự khác biệt của nó với khẩu mẫu là khung được làm bằng nhựa tổng hợp, hệ thống nhắm cũng như cấu tạo nòng súng hơi khác vì nó không cần bắn loại đạn mạnh như Yarygin do đây là loại súng dành cho thị trường dân sự như thể thao và tự vệ cũng như xuất khẩu.

## Thiết kế
MP-446 Viking sử dụng cơ chế nạp đạn bằng độ giật, lùi nòng ngắn cùng khóa sau nòng. Một móc duy nhất khớp với rãnh phía dưới nòng súng sẽ làm cho nòng súng xoay mở và khóa nó với khối trượt khi chuyển động. Khung và khối trượt của súng làm bằng nhựa tổng hợp chịu lực. Nó có khả năng bắn với cơ chế hoạt động kép, nút khóa an toàn nằm ở cả hai bên thân súng nó sẽ khóa cố định búa điểm hỏa ngay cả khi đang ở trong chế độ lên cò. Khi kích hoạt nó se khóa cố định các bộ phận của súng không cho chuyển động như khối trượt, hệ thống cò và búa điểm hỏa kể cả khi đang ở chế độ lên cò. Nút để nhả hộp đạn ở phía sau bên dưới vòng bảo vệ cò súng xạ thủ có thể sử dụng nó bằng cả hai tay.
Hệ thống nhắm cơ bản của súng là điểm ruồi. Hộp đạn của súng có hai rãnh chứa được 18 viên hay hộp đạn bình thường chứa 10 viên thường dùng trong dân sự.

## Biến thể
- MP-446C: Mẫu nâng cấp được phát triển theo yêu cầu của Liên đoàn Bắn súng Quốc tế. Nó có thể bóp cò nhanh hơn, bắn chính xác hơn, hệ thống nhắm có thể thay đổi nhưng cũng có một nhược điểm phát sinh mà các mẫu trước không có là dễ bị dơ phần rãnh khắc nên cần được làm sạch sau khi bắn nếu muốn súng hoạt động tốt.